# Schereria
Schereria là một chi bọ cánh cứng trong họ Chrysomelidae.
Chi này được miêu tả khoa học năm 1984 bởi Medvedev.

## Các loài
Chi này gồm các loài:
- Schereria martensi Medvedev, 1984